# مریلین استمن
مریلین استمن (انگلیسی: Marilyn Eastman؛ ۱۷ دسامبر ۱۹۳۳ – ۲۲ اوت ۲۰۲۱) یک هنرپیشه اهل ایالات متحده آمریکا بود.
از فیلم‌ها یا برنامه‌های تلویزیونی که وی در آن نقش داشته است می‌توان به شب زندگان مرده اشاره کرد.